# ویتیر (مینیاپولیس)
ویتیر (به انگلیسی: Whittier) یک منطقهٔ مسکونی در ایالات متحده آمریکا است که در مینیاپولیس واقع شده‌است. ویتیر ۱۳٬۶۸۹ نفر جمعیت دارد و ۲۶۴ متر بالاتر از سطح دریا واقع شده‌است.